# Бадолатоса
Бадолатоса (на испански: Badolatosa) е населено място и община в Испания. Намира се в провинция Севиля, в състава на автономната област Андалусия. Общината влиза в състава на района (комарка) Сиера Сур де Севиля. Заема площ от 48 km². Населението му е 3238 души (по преброяване от 2010 г.). Разстоянието до административния център на провинцията е 130 km.

## Демография
| 1996 | 1998 | 1999 | 2000 | 2001 | 2002 | 2003 | 2004 | 2005 | 2006 |
| ---- | ---- | ---- | ---- | ---- | ---- | ---- | ---- | ---- | ---- |
| 3173 | 3130 | 3124 | 3171 | 3198 | 3173 | 3167 | 3178 | 3198 |      |